# Валериана аянская
Валериа́на ая́нская (лат. Valeriana ajanensis) — многолетнее травянистое растение, вид рода Валериана (Valeriana) семейства Валериановые (Valerianaceae).
Эндемик России с узким ареалом, произрастает в трещинах и расселинах скал, на уступах и карнизах сопок в береговой полосе Охотского моря. Редкое растение, внесённое в Красную книгу России.

## Название
Своё видовое название растение получило по месту описания вида — окрестности села Аян на берегу Охотского моря.

## Ботаническое описание
Растение высотой до 25—30 см с укороченным корневищем и мочкой шнуровидных корней, иногда с недлинными столонами. Корневая система имеет характерный валериановый запах.
Стебли одиночные, бороздчатые, голые или опушённые только в двух нижних междоузлиях, с волокнистыми остатками черешков отмерших листьев у основания.
Листьев 2—4 пары. Нижние длиной 5—10 см, на длинных черешках, цельные или непарноперистые с 3—7 продолговатыми долями. Стеблевые листья — с 7—13 парами продолговатых, ланцетных или линейных боковых долей. Конечная доля лишь немного крупнее боковых, но часто 3-лопастная.
Соцветие головчатое, 2—4 см диаметром, цветки белые или желтоватые (по другим данным — розовые), с воронковидным венчиком. Прицветнички длинные, линейные, фиолетовые.
Плоды — овальные плоские семянки, длиной до 4,5 мм, шириной до 2,5 мм, с широкой каймой, опушённые.
Цветёт Валериана в июле-августе, плодоносит в сентябре-октябре. Размножение семенное и вегетативное (1—3).

## Распространение
Растение встречается только в России на побережье Охотского моря в пределах Хабаровского края и Амурской области. Самое северное местонахождение растения — среднее течение рек Охота и Кухтуй, западное — Токинский Становик. Растёт на каменистых осыпях и скалистых останцах в долинах рек, в лесном поясе, на морских террасах, а также в местообитаниях с невыраженным растительным покровом (трещины скал, карнизы). В Амурской области растение обнаружено в Зейском районе: в истоках реки Зеи и реки Аюмкан.